# وثب ثلاثي
القفز الثلاثي أو الوثب الثلاثي هو أحدث التخصصات الرياضية التي أدخلت في الدورات الأولمبية، وهو من أصل ياباني.

## طريقة لعبه
القفز الثلاثي من اسمه يتكون من ثلاث قفزات متتالية، وفي نهاية القفزة الأولى يجب على المتسابق أن يلامس الأرض بنفس القدم التي بدأ بها السباق وفي القفزة الثانية يجب أن يلامس الأرض بالقدم الأخرى، وفي نهاية القفزة الثالثة تكون ملامسته للأرض بالقدمين معاً.